# Novoselani, Dolneni
Novoselani (makedonska: Новоселани) är en ort i Nordmakedonien. Den ligger i kommunen Dolneni, i den centrala delen av landet, 70 km söder om huvudstaden Skopje. Novoselani ligger 620 meter över havet och antalet invånare är 263.